# Catedral São José (Macapá)
A Catedral São José (Macapá) ou Catedral São José de Macapá é uma catedral pertencente à Diocese de Macapá. Foi inaugurada no dia 19 de março de 2006, dia de São José, padroeiro da cidade de Macapá, estado do Amapá. As obras iniciaram-se em 1996 através de contribuição financeira do Governo estadual, empresas e doações de fiéis.[carece de fontes?]